# Tarsdorf
Tarsdorf est une commune autrichienne du district de Braunau am Inn en Haute-Autriche.

## Géographie

### Localités
Le territoire de la commune est constitué de trois communes cadastrales (Katastralgemeinden) : Hörndl, Eichbichl, Hofstatt, et comporte les localités suivantes : Am Anger, Döstling, Eckldorf, Ehersdorf, Eichbichl, Fugging, Haid, Hofstadt, Hofweiden, Hörndl, Hucking, Leithen, Neues Dorf, Ölling, Sensberg, Sinzing, Schmidham, Staig, Tarsdorf, Wimm, Winham, Wolfing, Wupping.